# Erebia infernalis
Erebia infernalis är en fjärilsart som beskrevs av Zoltan Varga 1971. Erebia infernalis ingår i släktet Erebia och familjen praktfjärilar. Inga underarter finns listade i Catalogue of Life.